# Bernd Eber
Bernd Eber (* 22. September 1958 in Graz; † 21. November 2021 in Wels) war ein österreichischer habilitierter Internist mit Schwerpunkt Kardiologie und Angiologie. Eber war von 1997 bis 2016 Primar der Kardiologischen Abteilung am Klinikum Wels und Leiter des Instituts für Präventiv- und Rehabilitationsmedizin, „Cardio-Vital-Wels“, am Gesundheitszentrum des Klinikums Wels. Anschließend war Eber Ärztlicher Leiter des Rehabilitationszentrums Wilhering.

## Leben
Eber studierte Medizin an der Karl-Franzens-Universität in Graz und absolvierte anschließend Facharztausbildungen für Innere Medizin (1988), Kardiologie (1990) und Intensivmedizin (1994) in Graz sowie Angiologie (2001) in Wels. 1989 arbeitete er als Project Associate an der  Mayo Clinic in Rochester (Minnesota). 1990 wurde ihm in Graz die Habilitation für das Fach Innere Medizin verliehen. Eber war dann Leitender Oberarzt an der Grazer Universitätskardiologie und wurde 1997 Primar der Inneren Medizin II am Klinikum Wels.
2016 wurde Eber der Rücktritt als Primar wegen „grundlegenden Auffassungsunterschieden“ in der Abteilungsführung nahegelegt und man trennte sich einvernehmlich.
Von Juni 2017 bis Dezember 2020 war er Ärztlicher Leiter des Neurologischen und Orthopädischen Rehabilitationszentrums Klinik Wilhering.

## Publikationen
- Hypertonie interdisziplinär. Ein Kompendium für die Praxis. Hans Marseille Verlag (2003) ISBN 3-88616-107-2
- mit Martin Rammer: Aktuelle Konzepte der Postinfarkttherapie und -Prävention. UNI-MED, Bremen 2007, ISBN 3-89599-217-8
- mit E. Lassnig, P. Dinkhauser, E. Maurer: Life-threatening heat stroke presenting with ST elevations: a report of consecutive cases during the heat wave in Austria in July 2013. In: Wien Klin Wochenschr, 2014, PMID 24664311
- mit T. Weber, S. Wassertheurer, MF. O’Rourke, A. Haiden, R. Zweiker, M. Rammer, B. Hametner:  Pulsatile hemodynamics in patients with exertional dyspnea: potentially of value in the diagnostic evaluation of suspected heart failure with preserved ejection fraction. In: J Am Coll Cardiol., 7. Mai 2013, PMID 23500307
- mit S. Wassertheurer, B. Hametner, T. Weber: Invasive validation of the N-point moving average method. In: J Am Coll Cardiol., 11. Oktober 2011, PMID 21982320